# Mianos
Mianos è un comune spagnolo di 47 abitanti situato nella comunità autonoma dell'Aragona.

Fa parte della comarca della Jacetania.